# Tambila opulenta
Tambila opulenta är en insektsart som beskrevs av William Lucas Distant 1918. Tambila opulenta ingår i släktet Tambila och familjen dvärgstritar. Inga underarter finns listade i Catalogue of Life.